# Cosenza Calcio 2018-2019
Questa voce raccoglie le informazioni riguardanti il Cosenza Calcio nelle competizioni ufficiali della stagione 2018-2019.

## Stagione
Il 19 giugno, durante la visita della squadra al comune di Cosenza, il presidente Eugenio Guarascio conferma il mister Piero Braglia anche per la stagione 2018-2019 di Serie B, con un contratto di un anno, a partire dal 1º luglio 2018.
Nei giorni successivi arrivano, in sequenza: l'annuncio di un nuovo main sponsor per la Serie B 2018-2019; il rinnovamento al logo societario e la collaborazione con la Legea anche per la stagione del ritorno nella serie cadetta.
Il 5 luglio, la società annuncia che la cerimonia per la compilazioni dei calendari della nuova stagione si sarebbe tenuta a Cosenza, il 6 agosto, con una location d'eccezione, il Teatro Rendano. Tuttavia, tale evento non avrà mai luogo, poiché l'incertezza sul completamento dell'organico delle squadre al via della nuova stagione, ne ha comportato l'annullamento da parte della Lega B.
Lunedì 16 luglio, inizia la prima parte del ritiro stagionale, con i calciatori che, tra volti nuovi e riconferme, si sono ritrovati presso lo stadio San Vito-Gigi Marulla.
Il 26 agosto successivo, nel posticipo serale della domenica, sul campo dell'Ascoli, la compagine silana fa il suo esordio nella serie cadetta, andando dapprima in vantaggio, per essere raggiunto in pieno recupero dai padroni di casa.
La seconda giornata di campionato, prevista per il 1º settembre, i Lupi fanno il loro esordio casalingo contro l'Hellas Verona, squadra appena retrocessa dalla Serie A, guidata dal Campione del Mondo Fabio Grosso. La partita non ha però avuto luogo in quanto il direttore di gara non ha ritenuto praticabile il terreno di gioco in alcune zone del manto erboso, appena rizollato a tempo di record, sancendo così una sconfitta a tavolino in favore degli scaligeri per 0-3 e un'ammenda alla società del presidente Guarascio. La società ha fatto ricorso in appello contro la sentenza del Giudice Sportivo, ma il tutto è stato vanificato perché successivamente la Corte Sportiva d'Appello ha rigettato l'istanza, motivo per cui il Cosenza Calcio propone uno nuovo ricorso, questa volta al Collegio di Garanzia del CONI.
Il 28 febbraio 2019, la società annuncia il rinnovo contrattuale con Stefano Trinchera, il Direttore Sportivo della società calabrese, fino al 2021.
Osservando il turno di riposo nell'ultima giornata di campionato, il 5 maggio 2019, con una vittoria sul campo della Salernitana, posticipo serale della 35ª giornata di campionato, si conclude la stagione del Cosenza, con la salvezza e la permanenza nel campionato di Serie B già aritmeticamente ottenuti.

## Divise e sponsor
Il 6 settembre 2018, con un video promozionale, la società presenta le nuove divise. Per la stagione 2018-2019 sono stati confermati come sponsor tecnico Legea, come Main Sponsor ufficiale Ecologia Oggi e come Top Sponsor anteriore Volkswagen, rappresentata dal Gruppo Chiappetta. Sui pantaloncini fa la comparsa come sponsor l'azienda di trasporti La Valle, già fornitore ufficiale dei rossoblù. Due nuovi sponsor istituzionali unici per tutta la Serie B: Unibet come Top Sponsor posteriore e "Facile ristrutturare" sulla manica sinistra come patch. Sul retro del colletto compare la scritta "Figli di Telesio".
Il 10 novembre viene annunciato l'accordo con 4.0, azienda che si occupa di distribuzione di carburanti e gestione di servizi ristoro in aree di servizio autostradali, come nuovo main sponsor, esordendo sulle maglie rossoblù in occasione della gara interna contro il Lecce.
Il 26 febbraio 2019, in occasione della gara casalinga vinta contro il Carpi, i giocatori sono scesi in campo con una casacca special edition per celebrare il 105º anniversario della fondazione del club. La particolarità sta nella patch celebrativa disegnata appositamente per l'occasione e applicata sotto il logo societario. Le maglie, al termine del match, sono andate all'asta su internet, attraverso la piattaforma CharityStars, e l'intero ricavato è stato interamente devoluto all'Unicef.
| Casa | Trasferta | Terza divisa | Quarta divisa |  |

## Organigramma societario
Organigramma societario tratto dal sito ufficiale.
Area direttiva
- Presidente: Eugenio Guarascio
- Direttore sportivo: Stefano Trinchera
- Team manager: Kevin Marulla
- Responsabile delle Relazioni Istituzionali: Carlo Federico
- Delegato Sicurezza: Luca Giordano
- S.L.O. (Supporter Liason Officer): Andrea Montanini

Ufficio stampa
- Responsabile Ufficio Stampa: Gianluca Pasqua
- Collaboratore Ufficio Stampa: Daniele Cianflone
- Fotografo Ufficiale: Michele De Marco

Area Amministrativa
- Segretario generale: Andrea De Poli
- Responsabile legale: Roberta Anania
- Responsabile Amministrativo: Daniel Inderst
- Contabilità: Grazia Costantino

Store e Biglietteria
- Responsabile Accessi: Enzo Sirangelo
- Responsabile Biglietteria: Teodoro Gioia
- Responsabile Store: Maria Saverino

Area Marketing
- Responsabile Marketing e Commerciale: Simona Di Carlo
- Responsabile Comunicazione Creativa: Ilenia Caputo
- Responsabile Comunicazione Creativa: Davide Imbrogno
- Fotografo di Campo: Denise Cavaliere

Area tecnica
- Allenatore: Piero Braglia
- Allenatore in seconda: Roberto Occhiuzzi
- Collaboratore tecnico - Riabilitatore: Luigi Pincente
- Collaboratore tecnico - Preparatore dei portieri: Antonio Fischetti

Area sanitaria
- Medico sociale: dott. Enrico Costabile
- Responsabile sanitario: dott. Ippolito Bonofiglio
- Massaggiatore: Francesco Pugliese
- Massaggiatore: Ercole Donato
- Massofisioterapista: Simone Arnone

## Rosa
Rosa e numerazione aggiornate al 7 aprile 2019.
| N. |                          | Ruolo | Calciatore              |
| -- | ------------------------ | ----- | ----------------------- |
| 1  | Italia (bandiera)        | P     | Michele Cerofolini      |
| 2  | Italia (bandiera)        | D     | Angelo Corsi (capitano) |
| 3  | Albania (bandiera)       | D     | Kastriot Dermaku        |
| 4  | Portogallo (bandiera)    | D     | Aníbal Capela           |
| 5  | Italia (bandiera)        | D     | Riccardo Idda           |
| 6  | Italia (bandiera)        | C     | Luca Palmiero           |
| 7  | Italia (bandiera)        | C     | Domenico Mungo          |
| 9  | Italia (bandiera)        | A     | Leonardo Perez          |
| 9  | Italia (bandiera)        | A     | Gianluca Litteri        |
| 10 | Italia (bandiera)        | A     | Matteo Di Piazza        |
| 10 | Guinea-Bissau (bandiera) | A     | Carlos Embalo           |
| 11 | Italia (bandiera)        | D     | Tommaso D'Orazio        |
| 12 | Italia (bandiera)        | P     | Paolo Pellegrino        |
| 12 | Italia (bandiera)        | P     | Francesco Quintiero     |
| 13 | Italia (bandiera)        | D     | Federico Pasqualoni     |
| 13 | Argentina (bandiera)     | C     | Mariano Izco            |
| 14 | Italia (bandiera)        | D     | Andrea Tiritiello       |
| 14 | Italia (bandiera)        | A     | Gianluigi Sueva         |
| 15 | Uruguay (bandiera)       | C     | Andrés Schetino         |
| 16 | Francia (bandiera)       | A     | Allan Pierre Baclet     |

| N. |                     | Ruolo | Calciatore        |
| -- | ------------------- | ----- | ----------------- |
| 16 | Italia (bandiera)   | C     | Daniele Sciaudone |
| 17 | Italia (bandiera)   | C     | Ivan Varone       |
| 18 | Italia (bandiera)   | D     | Matteo Legittimo  |
| 19 | Italia (bandiera)   | A     | Riccardo Maniero  |
| 20 | Italia (bandiera)   | C     | Mattia Trovato    |
| 21 | Italia (bandiera)   | C     | Mirko Bruccini    |
| 22 | Italia (bandiera)   | P     | Umberto Saracco   |
| 23 | Italia (bandiera)   | C     | Niccolò Misuri    |
| 24 | Italia (bandiera)   | A     | Luca Garritano    |
| 25 | Italia (bandiera)   | A     | Gennaro Tutino    |
| 26 | Bulgaria (bandiera) | D     | Andrea Hristov    |
| 27 | Italia (bandiera)   | A     | Enrico Bearzotti  |
| 27 | Italia (bandiera)   | D     | Luca Bittante     |
| 28 | Italia (bandiera)   | D     | Armando Anastasio |
| 29 | Italia (bandiera)   | D     | Manuel Pascali    |
| 30 | Italia (bandiera)   | C     | Luca Verna        |
| 31 | Italia (bandiera)   | D     | Emmanuel Salines  |
| 32 | Uruguay (bandiera)  | A     | Jaime Báez        |
| 33 | Italia (bandiera)   | P     | Pietro Perina     |

## Calciomercato

### Sessione estiva(dal 1/7 al 18/8)
| Acquisti | Acquisti            | Acquisti       | Acquisti                                           |
| R.       | Nome                | da             | Modalità                                           |
| -------- | ------------------- | -------------- | -------------------------------------------------- |
| P        | Pietro Perina       | Sambenedettese | fine prestito                                      |
| P        | Paolo Pellegrino    | Taranto        | fine prestito                                      |
| P        | Michele Cerofolini  | Fiorentina     | prestito                                           |
| D        | Aníbal Capela       | Carpi          | svincolato                                         |
| D        | Armando Anastasio   | Napoli         | prestito                                           |
| D        | Andrea Tiritiello   | Fidelis Andria | svincolato                                         |
| D        | Matteo Legittimo    | Lecce          | definitivo                                         |
| D        | Andrea Bilotta      | Taranto        | fine prestito                                      |
| D        | Roberto De Luca     | Gela           | fine prestito                                      |
| C        | Mattia Trovato      | Fiorentina     | rinnovo prestito                                   |
| C        | Luca Palmiero       | Napoli         | rinnovo prestito                                   |
| C        | Ivan Varone         | Ternana        | definitivo                                         |
| C        | Andrés Schetino     | Fiorentina     | prestito                                           |
| C        | Luca Verna          | Pisa           | prestito con diritto di riscatto                   |
| C        | Omar Grosso         | Castrovillari  | fine prestito                                      |
| C        | Davide Ruffolo      | FC Francavilla | fine prestito                                      |
| C        | Pierluigi Iudicelli | Messina        | fine prestito                                      |
| A        | Matteo Di Piazza    | Foggia         | definitivo                                         |
| A        | Enrico Bearzotti    | Verona         | prestito con diritto di riscatto e contro-riscatto |
| A        | Jaime Báez          | Fiorentina     | prestito                                           |
| A        | Luca Garritano      | Chievo         | prestito                                           |
| A        | Riccardo Maniero    | Novara         | prestito                                           |
| A        | Marco Stranges      | Messina        | fine prestito                                      |
| A        | Ettore Mendicino    | Monza          | fine prestito                                      |
| A        | Simone Tribulato    | Acireale       | fine prestito                                      |
| A        | Gennaro Tutino      | Carpi/Napoli   | prestito                                           |
| A        | Agostino Mascari    | Messina        | definitivo                                         |

| Cessioni | Cessioni               | Cessioni        | Cessioni       |
| R.       | Nome                   | a               | Modalità       |
| -------- | ---------------------- | --------------- | -------------- |
| P        | Kristaps Zommers       | Parma           | fine prestito  |
| D        | Andrea Bilotta         | Fidelis Andria  | prestito       |
| D        | Agostino Camigliano    | Cittadella      | fine prestito  |
| D        | Juan Manuel Ramos      | Parma           | fine prestito  |
| D        | Alberto Boniotti       | Brescia         | fine prestito  |
| D        | Roberto De Luca        | Locri           | definitivo     |
| D        | Lucantonio Nicoletti   | Morrone Cosenza | prestito       |
| C        | Matteo Calamai         |                 | fine contratto |
| C        | Michele Collocolo      | FC Francavilla  | prestito       |
| C        | Omar Grosso            | Palmi           | definitivo     |
| C        | Massimo Loviso         |                 | fine contratto |
| A        | David Chidozie Okereke | Spezia          | fine prestito  |
| A        | Ettore Mendicino       | Monopoli        | definitivo     |

### Operazioni esterne(dal 18/8 al 31/12)
| Acquisti | Acquisti       | Acquisti       | Acquisti      |
| R.       | Nome           | da             | Modalità      |
| -------- | -------------- | -------------- | ------------- |
| D        | Andrea Bilotta | Fidelis Andria | fine prestito |

| Cessioni | Cessioni            | Cessioni       | Cessioni   |
| R.       | Nome                | a              | Modalità   |
| -------- | ------------------- | -------------- | ---------- |
| P        | Paolo Pellegrino    | Taranto        | definitivo |
| D        | Federico Pasqualoni | Casertana      | prestito   |
| C        | Thomas Braglia      | Roccella       | definitivo |
| A        | Marco Stranges      | Fidelis Andria | prestito   |

### Sessione invernale(dal 2/1 al 31/1)
| Acquisti | Acquisti          | Acquisti     | Acquisti                                           |
| R.       | Nome              | da           | Modalità                                           |
| -------- | ----------------- | ------------ | -------------------------------------------------- |
| D        | Andrea Hristov    | Slavia Sofia | prestito                                           |
| D        | Luca Bittante     | Empoli       | definitivo                                         |
| C        | Daniele Sciaudone | Novara       | prestito                                           |
| A        | Carlos Embalo     | Palermo      | prestito con diritto di riscatto e contro-riscatto |
| A        | Gianluca Litteri  | Venezia      | definitivo                                         |

| Cessioni | Cessioni            | Cessioni           | Cessioni             |
| R.       | Nome                | a                  | Modalità             |
| -------- | ------------------- | ------------------ | -------------------- |
| P        | Michele Cerofolini  | Fiorentina         | risoluzione prestito |
| D        | Andrea Tiritiello   | Virtus Francavilla | prestito             |
| D        | Armando Anastasio   | Monza              | prestito             |
| D        | Manuel Pascali      | Casertana          | definitivo           |
| D        | Andrea Bilotta      | Corigliano         | definitivo           |
| C        | Luca Verna          | Pisa               | risoluzione prestito |
| C        | Ivan Varone         | Carrarese          | prestito             |
| A        | Enrico Bearzotti    | Verona             | risoluzione prestito |
| A        | Matteo Di Piazza    | Catania            | definitivo           |
| A        | Allan Pierre Baclet | Reggina            | definitivo           |
| A        | Leonardo Perez      | Piacenza           | prestito             |

### Operazioni esterne(dal 1/2 al 30/06)
| Acquisti | Acquisti     | Acquisti | Acquisti   |
| R.       | Nome         | da       | Modalità   |
| -------- | ------------ | -------- | ---------- |
| C        | Mariano Izco |          | svincolato |

| Cessioni | Cessioni | Cessioni | Cessioni |
| R.       | Nome     | a        | Modalità |
| -------- | -------- | -------- | -------- |

## Risultati

### Serie B

#### Girone di andata
| Arbitro: | Volpi (Arezzo) |

|              |           |             |
| Brosco 90+5’ | Marcatori | 19’ Maniero |

| Cosenza 1º settembre 2018 2ª giornata | Cosenza           | 0 – 3 | Verona | Stadio San Vito-Gigi Marulla\| Arbitro: \| Piscopo[66] (Imperia) \| |
| Arbitro:                              | Piscopo (Imperia) |       |        |                                                                     |

| Arbitro: | Marini (Roma) |

|                             |           |  |
| Iori 67’ (rig.), 82’ (rig.) | Marcatori |  |

| Arbitro: | Ros (Pordenone) |

|            |           |               |
| Tutino 35’ | Marcatori | 84’ Giannetti |

| Arbitro: | Massimi (Termoli) |

|                        |           |  |
| Mogos 29’ Paulinho 55’ | Marcatori |  |

| Arbitro: | Dionisi (L'Aquila) |

|             |           |              |
| Maniero 13’ | Marcatori | 72’ Kingsley |

| Arbitro: | Pillitteri (Palermo) |

|              |           |          |
| Pasciuti 47’ | Marcatori | 89’ Báez |

| Arbitro: | Giua (Olbia) |

|                 |           |  |
| Tutino 34’, 73’ | Marcatori |  |

| Arbitro: | Prontera (Bologna) |

|                 |           |  |
| Torregrossa 66’ | Marcatori |  |

| Arbitro: | Guccini (Albano Laziale) |

|             |           |            |
| Maniero 44’ | Marcatori | 89’ Crecco |

| Arbitro: | Illuzzi (Molfetta) |

|                      |           |            |
| Salvi 77’ Pușcaș 90’ | Marcatori | 79’ Baclet |

| Arbitro: | Sacchi (Macerata) |

|                 |           |                                 |
| Tutino 66’, 80’ | Marcatori | 7’ Venuti 12’ Palombi 82’ Falco |

| Arbitro: | Aureliano (Bologna) |

|  |           |          |
|  | Marcatori | 74’ Idda |

| Arbitro: | Marini (Roma) |

|                                   |           |                      |
| Baclet 59’ (rig.) Garritano 90+3’ | Marcatori | 27’ (rig.) Bonazzoli |

| Arbitro: | Pezzuto (Lecce) |

|                                                           |           |  |
| Augello 1’ Bartolomei 48’ Okereke 52’ M. Ricci 62’ (rig.) | Marcatori |  |

| Cosenza 16 dicembre 2018, ore 17:00 CET 16ª giornata | Cosenza              | 0 – 0 referto | Benevento | Stadio San Vito-Gigi Marulla (5.500 spett.)\| Arbitro: \| Pillitteri[85] (Palermo) \| |
| Arbitro:                                             | Pillitteri (Palermo) |               |           |                                                                                       |

| Arbitro: | Dionisi (L'Aquila) |

|  |           |              |
|  | Marcatori | 81’ D'Orazio |

| Cosenza 26 dicembre 2018, ore 21:00 CET 18ª giornata | Cosenza            | 0 – 0 referto | Salernitana | Stadio San Vito-Gigi Marulla (12.375 spett.)\| Arbitro: \| Marinelli[88] (Tivoli) \| |
| Arbitro:                                             | Marinelli (Tivoli) |               |             |                                                                                      |

| 30 dicembre 2018 19ª giornata |  | – Turno di riposo Cosenza |  |  |

#### Girone di ritorno
| Cosenza 20 gennaio 2019, ore 15:00 CET 20ª giornata | Cosenza               | 0 – 0 referto | Ascoli | Stadio San Vito Gigi Marulla (5.974 spett.)\| Arbitro: \| Abbattista[90] (Molfetta) \| |
| Arbitro:                                            | Abbattista (Molfetta) |               |        |                                                                                        |

| Arbitro: | Rapuano (Rimini) |

|                          |           |                        |
| Tupta 34’ Di Carmine 72’ | Marcatori | 81’ Sciaudone 85’ Idda |

| Arbitro: | Minelli (Varese) |

|                          |           |  |
| Sciaudone 49’ Tutino 66’ | Marcatori |  |

| Arbitro: | Marini (Roma) |

|                                    |           |  |
| Giannetti 48’ Salzano 90+2’ (rig.) | Marcatori |  |

| Arbitro: | Baroni (Firenze) |

|                                   |           |  |
| Sciaudone 55’ Bruccini 88’ (rig.) | Marcatori |  |

| Arbitro: | Prontera (Bologna) |

|  |           |                     |
|  | Marcatori | 17’ (rig.) Bruccini |

| Arbitro: | Pezzuto (Lecce) |

|            |           |  |
| Tutino 28’ | Marcatori |  |

| Arbitro: | Maggioni (Lecco) |

|                    |           |  |
| Dermaku 22’ (aut.) | Marcatori |  |

| Arbitro: | Dionisi (L'Aquila) |

|                         |           |                                                  |
| Bruccini 19’ Embalo 27’ | Marcatori | 53’ Spalek 75’ (rig.) A. Donnarumma 90+2’ Bisoli |

| Arbitro: | Illuzzi (Molfetta) |

|                  |           |            |
| Scognamiglio 58’ | Marcatori | 54’ Tutino |

| Arbitro: | Volpi (Arezzo) |

|               |           |                 |
| Sciaudone 19’ | Marcatori | 36’ Nestorovski |

| Arbitro: | Guccini (Albano Laziale) |

|                                 |           |              |
| Tabanelli 5’ La Mantia 60’, 64’ | Marcatori | 2’ Garritano |

| Arbitro: | Abbattista (Molfetta) |

|            |           |  |
| Embalo 29’ | Marcatori |  |

| Padova 14 aprile 2019, ore 15:00 CEST 33ª giornata | Padova         | 0 – 0 referto | Cosenza | Stadio Euganeo (7.243 spett.)\| Arbitro: \| Serra[105] (Torino) \| |
| Arbitro:                                           | Serra (Torino) |               |         |                                                                    |

| Arbitro: | Piscopo (Imperia) |

|             |           |  |
| Dermaku 55’ | Marcatori |  |

| Arbitro: | Di Martino (Teramo) |

|                                                      |           |                          |
| Bandinelli 25’ Caldirola 28’ Armenteros 53’ Coda 81’ | Marcatori | 38’ Sciaudone 44’ Tutino |

| Arbitro: | Minelli (Varese) |

|            |           |             |
| Tutino 44’ | Marcatori | 54’ Bocalon |

| Arbitro: | Guccini (Albano Laziale) |

|            |           |                            |
| Rosina 62’ | Marcatori | 44’ Garritano 90’ Palmiero |

| 11 maggio 2019 38ª giornata |  | – Turno di riposo Cosenza |  |  |

### Coppa Italia

#### Turni eliminatori
| Arbitro: | Pillitteri (Palermo) |

|            |           |                            |
| Evacuo 63’ | Marcatori | 57’ Di Piazza 93’ Azzinari |

| Arbitro: | Abisso (Palermo) |

|                                        |           |  |
| Baselli 9’ Belotti 28’, 66’ Rincón 67’ | Marcatori |  |

## Statistiche
Statistiche aggiornate al 14 maggio 2019.

### Statistiche di squadra
| Competizione | Punti       | In casa | In casa | In casa | In casa | In casa | In casa | In trasferta | In trasferta | In trasferta | In trasferta | In trasferta | In trasferta | Totale | Totale | Totale | Totale | Totale | Totale | DR  |
| Competizione | Punti       | G       | V       | N       | P       | Gf      | Gs      | G            | V            | N            | P            | Gf           | Gs           | G      | V      | N      | P      | Gf     | Gs     | DR  |
| ------------ | ----------- | ------- | ------- | ------- | ------- | ------- | ------- | ------------ | ------------ | ------------ | ------------ | ------------ | ------------ | ------ | ------ | ------ | ------ | ------ | ------ | --- |
| Serie B      | 46          | 18      | 7       | 8       | 3       | 20      | 15      | 18           | 4            | 5            | 9            | 14           | 27           | 36     | 11     | 13     | 12     | 34     | 42     | -8  |
| Coppa Italia | Terzo turno | 0       | 0       | 0       | 0       | 0       | 0       | 2            | 1            | 0            | 1            | 2            | 5            | 2      | 1      | 0      | 1      | 2      | 5      | -3  |
| Totale       |             | 18      | 7       | 8       | 3       | 20      | 15      | 20           | 5            | 5            | 10           | 16           | 32           | 38     | 12     | 13     | 13     | 36     | 47     | -11 |

### Andamento in campionato
| Giornata  | 1 | 2  | 3  | 4  | 5  | 6  | 7  | 8  | 9  | 10 | 11 | 12 | 13 | 14 | 15 | 16 | 17 | 18 | 19 | 20 | 21 | 22 | 23 | 24 | 25 | 26 | 27 | 28 | 29 | 30 | 31 | 32 | 33 | 34 | 35 | 36 | 37 | 38 |
| --------- | - | -- | -- | -- | -- | -- | -- | -- | -- | -- | -- | -- | -- | -- | -- | -- | -- | -- | -- | -- | -- | -- | -- | -- | -- | -- | -- | -- | -- | -- | -- | -- | -- | -- | -- | -- | -- | -- |
| Luogo     | T | C  | T  | C  | T  | C  | T  | C  | T  | C  | T  | C  | T  | C  | T  | C  | T  | C  | -  | C  | T  | C  | T  | C  | T  | C  | T  | C  | T  | C  | T  | C  | T  | C  | T  | C  | T  | -  |
| Risultato | N | P  | P  | N  | P  | N  | N  | V  | P  | N  | P  | P  | V  | V  | P  | N  | V  | N  | -  | N  | N  | V  | P  | V  | V  | V  | P  | P  | N  | N  | P  | V  | N  | V  | P  | N  | V  | -  |
| Posizione | 6 | 16 | 16 | 16 | 17 | 17 | 18 | 14 | 14 | 15 | 15 | 16 | 15 | 14 | 14 | 14 | 14 | 14 | 14 | 14 | 14 | 14 | 14 | 12 | 11 | 11 | 11 | 11 | 11 | 11 | 13 | 12 | 12 | 11 | 11 | 12 | 11 | 10 |

Legenda:

Luogo: C = Casa; T = Trasferta. Risultato: V = Vittoria; N = Pareggio; P = Sconfitta.

### Statistiche dei giocatori
| Giocatore     | Serie B  | Serie B | Serie B     | Serie B    | Coppa Italia | Coppa Italia | Coppa Italia | Coppa Italia | Totale   | Totale | Totale      | Totale     |
| Giocatore     | Presenze | Reti    | Ammonizioni | Espulsioni | Presenze     | Reti         | Ammonizioni  | Espulsioni   | Presenze | Reti   | Ammonizioni | Espulsioni |
| ------------- | -------- | ------- | ----------- | ---------- | ------------ | ------------ | ------------ | ------------ | -------- | ------ | ----------- | ---------- |
| A. Anastasio  | 3        | 0       | 0           | 0          | 1            | 0            | 0            | 0            | 4        | 0      | 0           | 0          |
| G. Azzinnari  | -        | -       | -           | -          | 1            | 1            | 0            | 0            | 1        | 1      | 0           | 0          |
| A. Baclet     | 11       | 2       | 1           | 0          | -            | -            | -            | -            | 11       | 2      | 1           | 0          |
| J. Báez       | 25       | 1       | 4           | 1          | 1            | 0            | 0            | 0            | 26       | 1      | 4           | 1          |
| E. Bearzotti  | 1        | 0       | 0           | 0          | 2            | 0            | 1            | 0            | 3        | 0      | 1           | 0          |
| L. Bittante   | 13       | 0       | 2           | 0          | -            | -            | -            | -            | 13       | 0      | 2           | 0          |
| M. Bruccini   | 31       | 3       | 4           | 0          | 1            | 0            | 0            | 0            | 32       | 3      | 4           | 0          |
| A. Capela     | 19       | 0       | 0           | 0          | 1            | 0            | 0            | 1            | 20       | 0      | 0           | 1          |
| M. Cerofolini | 2        | -3      | 0           | 0          | -            | -            | -            | -            | 2        | -3     | 0           | 0          |
| A. Corsi      | 21       | 0       | 4           | 0          | 2            | 0            | 2            | 0            | 23       | 0      | 6           | 0          |
| T. D'Orazio   | 30       | 1       | 7           | 0          | 2            | 0            | 0            | 0            | 32       | 1      | 7           | 0          |
| K. Dermaku    | 32       | 1       | 10          | 1          | 2            | 0            | 1            | 0            | 34       | 1      | 11          | 1          |
| M. Di Piazza  | 6        | 0       | 0           | 0          | 2            | 1            | 0            | 0            | 8        | 1      | 0           | 0          |
| C. Embalo     | 13       | 2       | 1           | 0          | -            | -            | -            | -            | 13       | 2      | 1           | 0          |
| L. Garritano  | 26       | 3       | 2           | 0          | -            | -            | -            | -            | 26       | 3      | 2           | 0          |
| A. Hristov    | 3        | 0       | 0           | 0          | -            | -            | -            | -            | 3        | 0      | 0           | 0          |
| R. Idda       | 22       | 2       | 4           | 1          | 2            | 0            | 1            | 0            | 24       | 2      | 5           | 1          |
| M. Izco       | 3        | 0       | 0           | 0          | -            | -            | -            | -            | 3        | 0      | 0           | 0          |
| M. Legittimo  | 33       | 0       | 5           | 0          | -            | -            | -            | -            | 33       | 0      | 5           | 0          |
| G. Litteri    | 8        | 0       | 1           | 0          | -            | -            | -            | -            | 8        | 0      | 1           | 0          |
| R. Maniero    | 26       | 3       | 2           | 2          | -            | -            | -            | -            | 26       | 3      | 2           | 2          |
| N. Misuri     | -        | -       | -           | -          | -            | -            | -            | -            | -        | -      | -           | -          |
| D. Mungo      | 28       | 0       | 6           | 0          | -            | -            | -            | -            | 28       | 0      | 6           | 0          |
| L. Palmiero   | 27       | 1       | 4           | 0          | 2            | 0            | 0            | 0            | 29       | 1      | 4           | 0          |
| M. Pascali    | 5        | 0       | 2           | 0          | 1            | 0            | 0            | 0            | 6        | 0      | 2           | 0          |
| F. Pasqualoni | -        | -       | -           | -          | -            | -            | -            | -            | -        | -      | -           | -          |
| P. Pellegrino | -        | -       | -           | -          | -            | -            | -            | -            | -        | -      | -           | -          |
| L. Perez      | 5        | 0       | 0           | 0          | 2            | 0            | 1            | 0            | 7        | 0      | 1           | 0          |
| P. Perina     | 23       | -23     | 0           | 0          | -            | -            | -            | -            | 23       | -23    | 0           | 0          |
| F. Quintiero  | -        | -       | -           | -          | -            | -            | -            | -            | -        | -      | -           | -          |
| E. Salines    | -        | -       | -           | -          | -            | -            | -            | -            | -        | -      | -           | -          |
| U. Saracco    | 11       | -13     | 1           | 0          | 2            | -5           | 0            | 0            | 13       | -18    | 1           | 0          |
| A. Schetino   | 4        | 0       | 0           | 0          | -            | -            | -            | -            | 4        | 0      | 0           | 0          |
| D. Sciaudone  | 16       | 5       | 4           | 0          | -            | -            | -            | -            | 16       | 5      | 4           | 0          |
| G. Sueva      | -        | -       | -           | -          | -            | -            | -            | -            | -        | -      | -           | -          |
| A. Tiritiello | 2        | 0       | 0           | 0          | 2            | 0            | 0            | 0            | 4        | 0      | 0           | 0          |
| M. Trovato    | 1        | 0       | 0           | 0          | -            | -            | -            | -            | 1        | 0      | 0           | 0          |
| G. Tutino     | 33       | 10      | 4           | 1          | 1            | 0            | 0            | 0            | 34       | 10     | 4           | 1          |
| I. Varone     | 3        | 0       | 1           | 0          | 2            | 0            | 1            | 0            | 5        | 0      | 2           | 0          |
| L. Verna      | 7        | 0       | 1           | 0          | -            | -            | -            | -            | 7        | 0      | 1           | 0          |

## Giovanili
Dal sito ufficiale della società
Staff tecnico
- Allenatore PRIMAVERA: Stefano De Angelis[117]
- Allenatore in seconda PRIMAVERA: Danilo Angotti
- Allenatore portieri PRIMAVERA: Francesco Spingola
- Preparatore atletico PRIMAVERA: Francesco Del Morgine
- Fisioterapista PRIMAVERA: Gennaro Zumpano
- Dirigente accompagnatore PRIMAVERA: Giulio Binetti
- Collaboratore tecnico PRIMAVERA: Alessandro Bernanrdis
- Allenatore UNDER 17: Manuel Scalise[117]
- Allenatore in seconda UNDER 17: Vincenzo Perri
- Preparatore atletico UNDER 17: Mirco Fasanella
- Massofisioterapista UNDER 17: Andrea Pranno
- Dirigente accompagnatore UNDER 17: Vittorio Binetti
- Allenatore UNDER 16: Luigi Carnevale[117]
- Allenatore in seconda UNDER 16: Gianluca Garofalo
- Preparatore atletico UNDER 16: Quinto Stella
- Dirigente accompagnatore UNDER 16: Benedetto Pugliese
- Allenatore UNDER 15: Pierantonio Tortelli[117]
- Allenatore in seconda UNDER 15: Francesco Lombardo
- Preparatore atletico UNDER 15: Carmelo Servidio
- Dirigente accompagnatore UNDER 15: Carmine Porco
- Allenatore portieri UNDER 15 - UNDER 16: Andrea Giovanni Marino
- Massofisioterapista UNDER 15 - UNDER 16: Andrea Muoio
- Medico sociale: Salvatore Turano
- Responsabile Ufficio Stampa: Daniele Cianflone